# Золотая Орда (игра)
Золотая Орда (англ. The Golden Horde) — компьютерная игра в жанре стратегии в реальном времени, вышла 8 июля 2008 года. Игра была разработана компанией World Forge и выпущена компанией JoWooD. Дистрибьютор DreamCatcher Interactive выпустила игру в Северной Америке и Канаде 8 июля 2008 года. До этого, игра была выпущена в Германии и Австрии 27 марта 2008 года, и, на следующий день, вышла во Франции и Великобритании. В России игра была издана компанией Руссобит-М.

## Структура игры
Действия происходят в Восточной Европе XIII века. В игре есть 3 кампании — Золотая Орда, Тевтонский орден и Киевская Русь. Первая и вторая имеет по 4 миссии, третья 5 миссий.
| Кампании         | Миссии                                                                                          |
| ---------------- | ----------------------------------------------------------------------------------------------- |
| Монголы          | 1. Начало нашествия 2. Падение Рязани 3. Битва на реке Сить 4. Враг нашего врага                |
| Тевтонский орден | 1. Путь Героя 2. Объединение орденов 3. Крестовый поход 4. Неприятель на нашей земле            |
| Киевская Русь    | 1. Битва на Диком поле 2. Битва на холме 3. Битва у Коломны 4. Невская битва 5. Ледовое побоище |

## Геймплей
Игра является продолжением серии «Войны Древности» («Спарта», «Войны древности: Судьба Эллады»), выпущенной Воронежской компанией World Forge совместно с Руссобит-М.
Имеется сетевая игра, миссии, случайные карты. В начале каждой миссии игроку даётся некоторое число работников, либо герой с солдатами. Каждая из миссий имеет основные и дополнительные цели, после выполнения первых миссия считается пройденной.

## Отзывы и рецензии
| Сводный рейтинг    | Сводный рейтинг |
| Агрегатор          | Оценка          |
| ------------------ | --------------- |
| Metacritic         | 54/100          |
| Иноязычные издания |                 |
| Издание            | Оценка          |
| GameSpot           | 6/10            |
| IGN                | 5,8/10          |
| PC Gamer (UK)      | 45 %            |
| PC Zone            | 36/100          |
| GameWatcher        | 6,8/10          |

Игра получила средние отзывы, в частности от Metacritic, который дал ей средний балл, 54 %. Большинство из игроков были под впечатлением от её оригинальности, но критиковали её медленное прохождение и утомительные аспекты. Игра также упоминалась в 5-м выпуске программы «Без винта» на российском телеканале Gameland TV.